# Kristin Pudenz
Kristin Pudenz (Herford, 9 de febrero de 1993) es una deportista alemana que compite en atletismo, especialista en la prueba de lanzamiento de disco.
Participó en los Juegos Olímpicos de Tokio 2020, obteniendo una medalla de plata en su especialidad.
En los Juegos Europeos de Cracovia 2023 consiguió una medalla de oro en el lanzamineto de disco. Ganó una medalla de plata en el Campeonato Europeo de Atletismo de 2022.

## Palmarés internacional
| Juegos Olímpicos   | Juegos Olímpicos  | Juegos Olímpicos | Juegos Olímpicos |
| Año                | Lugar             | Medalla          | Prueba           |
| ------------------ | ----------------- | ---------------- | ---------------- |
| 2020               | Tokio (Japón)     | Medalla de plata | Disco            |
| Juegos Europeos    |                   |                  |                  |
| Año                | Lugar             | Medalla          | Prueba           |
| 2023               | Chorzów (Polonia) | Medalla de oro   | Disco            |
| Campeonato Europeo |                   |                  |                  |
| Año                | Lugar             | Medalla          | Prueba           |
| 2022               | Múnich (Alemania) | Medalla de plata | Disco            |